# Croton tocantinsensis
Espèce
Croton tocantinsensis est une espèce de plantes à fleurs du genre Croton et de la famille des Euphorbiaceae, présente au Brésil (Goiás).
Il a pour synonymes :
- Croton inversus, Glaz., 1912 (1913)
- Julocroton glazioui, Croizat